# ZOOM (Centre de culture scientifique de Laval)
 (janvier 2025).
Il peut être nécessaire de l'améliorer pour respecter le principe de neutralité de point de vue. 

Le ZOOM est le centre de culture scientifique, technique et industrielle de Laval (Mayenne), en France, créé en 1996.
Il est situé au cœur de Laval, dans l'ancien bâtiment qui abritait le Musée des beaux-arts puis le Musée des sciences. Il accueille des expositions et propose une programmation scientifique tout au long de l'année.
C'est un lieu d'apprentissage, de découverte, d'expérience et d'échange sur des sujets, allant des sciences fondamentales aux sciences humaines.
Le ZOOM est le seul CCSTI de la région Pays de la Loire à disposer d'un espace d'exposition. Chaque année, ce sont plus de 35 000 personnes qui viennent découvrir sa programmation.

## Historique
L'association loi 1901 est créée le 12 avril 1996, sous l'impulsion de François d'Aubert, futur président de la Cité des sciences et de l'industrie. Elle porte le nom de CCSTI. En 2020, l'association change de nom et d'identité visuelle ; elle devient le ZOOM-CCSTI de Laval.

## Bâtiment
Le ZOOM est installé dans l'ancien Musée des beaux-arts de Laval, construit par l'architecte Léopold Ridel, sous l'impulsion du peintre Charles Landelle, entre 1890 et 1899. Il se caractérise par un style néo-classique. On y retrouve notamment des mosaïques d'Isidore Odorico.
Le centre de culture scientifique dispose d'un espace d'exposition de 250m², d'une salle de médiation et de bureaux.
Il partage le lieu avec le Musée des sciences de Laval dont les collections d'histoire naturelle sont en réserve, en rez-de-jardin. Il est fréquent que le ZOOM soit appelé Musée des sciences, bien que ces deux structures soient distinctes par leurs activités, leur équipe et leur statut administratif.

## Équipe
L'équipe se compose de salariées de l'association et d'agents mis à disposition par Laval Agglomération[source secondaire souhaitée].
- Julie Poirier : directrice
- Sylvie Fresnais-Geslin : responsable administrative et financière
- Sophie Curt : responsable communication et chargée d'ingénierie culturelle
- Marie Tilloy : coordinatrice des médiations, référente Femmes & Sciences 53
- Clothilde Aubert : médiatrice scientifique, référente esprit critique
- Gaïa Renazé : médiatrice scientifique, référente inclusion et accessibilité
- Guillaume Helbert : chargé de productions techniques et de régie d'exposition
- Nadza Sosevic : chargée d'accueil et réservation
- Élise Courteille : chargée de projet ruralité, égalité, orientation

## Expositions
Le ZOOM accueille deux à trois expositions itinérantes par an, sur des thématiques scientifiques variées et contemporaines.
| Année | Titre de l'exposition              | Conception |
| ----- | ---------------------------------- | --- |
| 2024  | Génial !                           | Muséum de Nantes Espace des sciences Musée de la nature et des sciences de Sherbrooke (Québec) Musée du Fjord (Québec) |
| 2024  | Fragile !                          | Cité des sciences et de l'industrie                                                                                    |
| 2023  | Tic Tac Tectonique                 | Espace des inventions (Lausanne)                                                                                       |
| 2023  | De l'amour                         | Cité des sciences et de l'industrie                                                                                    |
| 2022  | Super Égaux                        | Exploradôme |
| 2022  | Croc'Expo                          | La cité nature (Arras)                                                                                                 |
| 2021  | En quête d'égalité                 | Exploradôme |
| 2021  | Guili Guili                        | Art'M |
| 2019  | Explore Mars                       | Cité de l'espace |
| 2019  | Dinosaures, les géants du vignoble | Muséum de La Rochelle                                                                                                  |

Le ZOOM réalise des créations inédites pour la plupart des expositions : un totem mécanisé mettant en scène les personnages de l'exposition Fragile !, une colonne brisée sur les marches pour l'exposition Tic Tac Tectonique, un cœur géant à facettes pour l'exposition De l'amour, un dinosaure géant pour l'exposition Géants du vignoble.

## Fête de la Science
Le ZOOM assure la coordination de la Fête de la Science en Mayenne et organise le Village des Sciences de Laval.

## Femmes & Sciences 53
Depuis 2008, le ZOOM promeut l’image des sciences et techniques auprès des jeunes qui les délaissent, les filles en particulier, par la création d’outils pédagogiques et des interventions en classe.

## Réseau
Le ZOOM est membre de l'AMCSTI (association des musées et centres pour le développement de la culture scientifique, technique et industrielle). À ce titre, il participe aux différentes activités de réseau tout au long de l'année.
En 2023, il participe notamment à l'#Intermed 10 ayant pour thème L’intime, comme sujet et comme expérience de médiation L'objectif est de présenter les enjeux liés à la mise en exposition de l'intimité à travers l'exposition De l'amour.